# Verdin à ailes jaunes
Chloropsis flavipennis
Espèce
Statut de conservation UICN

 VU A2c+3c+4c;C2a(i) : Vulnérable
Le Verdin à ailes jaunes (Chloropsis flavipennis) est une espèce d'oiseaux de la famille des Chloropseidae.
Cette espèce est endémique des Philippines.

## Description
Le Verdin à ailes jaunes a un plumage oscillant entre vert pomme et jaune. Les pattes, le bec et les iris sont de couleurs sombres. Il mesure 18 centimètres.

## Répartition géographique et habitat
Le Verdin à ailes jaunes est une espèce endémique du sud de l’archipel des Philippines. Sa présence est avérée sur l'ile de Mindanao. En revanche il n'a pas été observé sur l'ile de Cebu depuis 1920, à Leyte depuis 1964 et à Samar depuis 1970.
Il n'a récemment été recensé que sur peu de sites, dont la réserve naturelle adjacente au Mont Hilong-Hilong.

## Population
Sa population est fragmentée du fait notamment de la perte de son habitat. On estime qu'il reste moins de 2 500 individus, l'espèce est classé comme vulnérable.